# حسن طه السنجاري
حسن طه حسن السنجاري كاتب وشاعر عراقي وباحث لغوي وإسلامي وُلد في بلدة سنجار بمدينة نينوى عام 1935، ودرس اللغة العربية والشريعة الإسلامية بجامعة بغداد. وهو عضو عامل مكتب البلاد العربية في رابطة الأدب الإسلامي العالمية، وعضو برابطة الأدب الإسلامي في العراق، وعضو باتحاد الأدباء والكتاب العراقيين، وعضو باتحاد أدباء وكتاب محافظة نينوى.

## نشأته
وُلد حسن طه حسن السنجاري في بلدة سنجار بمدينة نينوى العراقية عام 1935، وأنهى دراسته الابتدائية بمدرسة سنجار الإبتدائية، ثم انتقل إلى مدينة الموصل ليلتحق بالمدرسة المتوسطة الفيصلية الدينية، والتي كان يديرها آنذاك الشيخ عبد الله النعمة، ثم انتقل إلى مدينة بغداد حيث أنهى دراسته الإعدادية بالمدرسة الإعدادية النجيبية هناك، ثم التحق بكلية الشريعة في جامعة بغداد، وتتلمذ على يد المؤرخ الدكتور ناجي معروف، والذي كان يشغل منصب عميد كلية الشريعة آنذاك.
تخرج حسن طه حسن السنجاري من الكلية في عام 1959، وحصل على درجة البكالوريوس في اللغة العربية والشريعة الإسلامية.

## مسيرته المهنية
عمل حسن طه حسن السنجاري بعد أن تخرج من الجامعة كمدرس للغة العربية بمدرسة مدينة كركوك، ثم في مدرسة بلدة سنجار الثانوية، ثم التحق بالعمل في المدرسة الإعدادية الشرقية بمدينة الموصل، ثم عمل بمدرسة الزهور الإعدادية حتى إحالته إلى التقاعد في عام 1994.
اهتم حسن طه حسن السنجاري إلى جانب عمله التربوي بالأدب، وبخاصة الأدب الإسلامي، فألف العديد من الدراسات والأبحاث في لغة القرآن، وفي الفقه والنحو، كما كتب الشعر بدءا من قصائد الشعر الملتزم بالقافية في بداية حياته، ووصولا إلى شعر التفعيلة أو الشعر الحر.

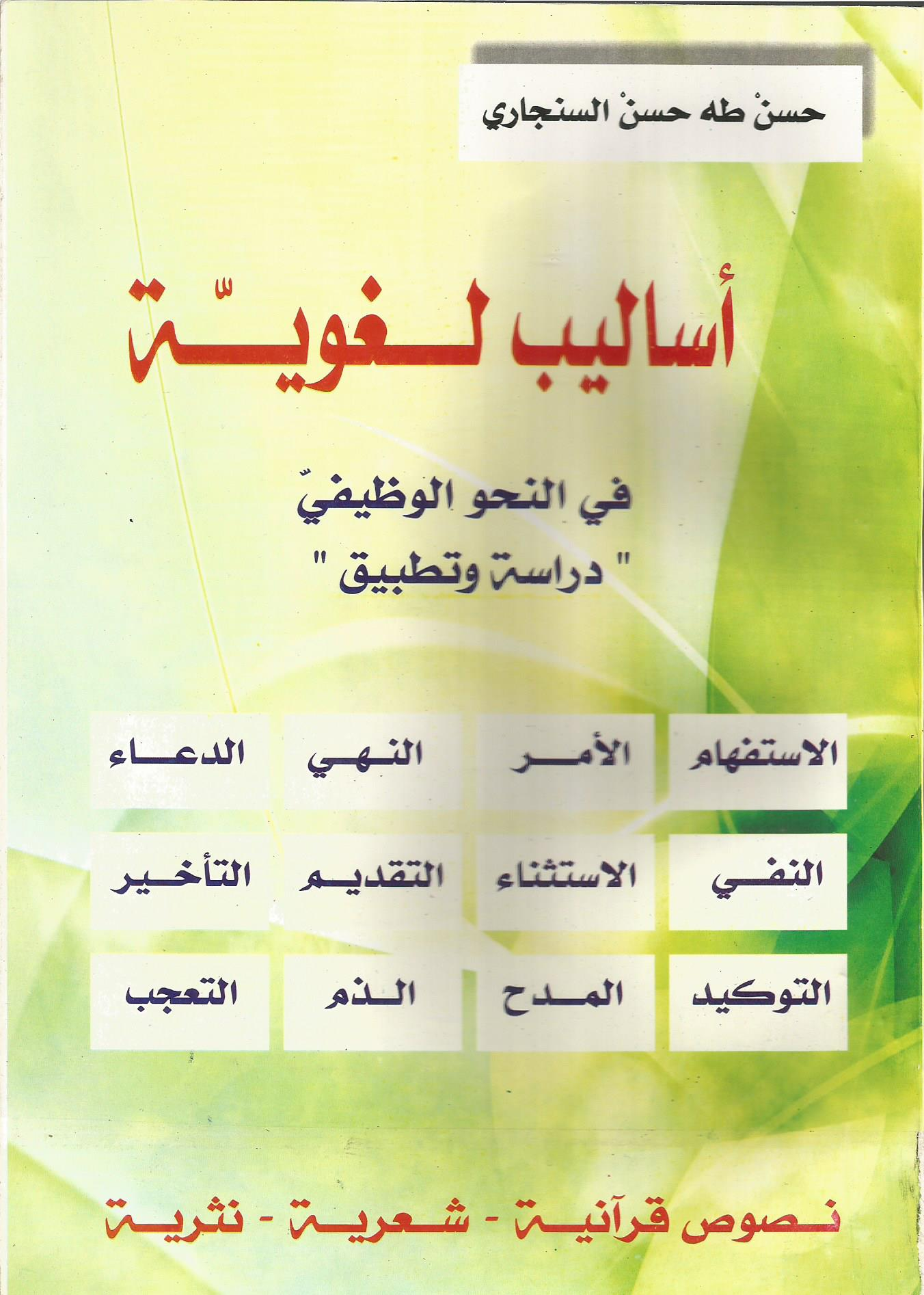
غلاف كتاب «أساليب لغوية في النحو الوظيفي» لحسن طه حسن السنجاري

نُشرت كتابات حسن طه حسن السنجاري بمختلف أنواعها من أشعار، ومقالات، ودراسات في اللغة بالعديد من الصحف والمجلات والمواقع الإلكترونية المحلية والعربية، ومن بينها جريدة فتى العراق.
استغرق حسن طه حسن السنجاري في تأليف كتابه المعنون باسم «الشافي الوجيز في إعراب كتاب الله العزيز» نحو ثلاثة أعوام بدءًا من عام 2002، وحتى صدر الكتاب في عام 2005، والذي ذكر فيه كل أوجه إعراب القران الكريم المختلفة، وقال بأنه لم يدع كلمة تستوجب البيان إلا وذكرها في كتابه، وان تعددت اوجهها الإعرابية، كما لم يدع جملة، أو شبه جملة الا وتناول موقعها من الإعراب، ولم يغفل في ذلك الآراء اللغوية الأخرى ان وجدت دون ترجيح رأي بعينه على رأي آخر، وقد افتتح هذا الكتاب بإهدائه إلى «محبي كتاب الله.. إلى من يشغله الاعراب».
وفي كتابه المعنون باسم «معجم الأساليب من قاموس الاعاريب» حاول السنجاري محاكاة أسلوب المعاجم فجمع المؤلف مختلف أنواع الأساليب وحروف المعاني في اللغة العربية، ما كان منها تراثيا، وما هو معاصر يجري على الألسنة. وقد اعتمد في مادة الكتاب على القرآن الكريم في المقام الأول فأكثر من استخدام شواهده لاختلاف المواقع، وذلك لأنه الأصفى، ثم استعان بشواهد من الشعر، كما استعان بأمثلة من النثر الفني، أو الأمثلة المصنوعة من جمل القدامى، ولجأ أحيانا إلى الاستشهاد بالحديث النبوي الشريف أو بالأمثال الشائعة.
تناول الكتاب أيضا ضمن مادته الحروف، وذكر الأفعال التي تتعدَد صور أساليبها، ودلالاتها، واعراباتها، ولم يهمل منها سوى ما كان على وضع واحد، وفعل الشيء ذاته مع الأسماء، وتعمد أن يذكر الكلمات في المعجم كما تنطق بغض النظر عن جذورها اللغوية. أضاف السنجاري إلى معجمه أيضاً خمسة ملحقات لأغراض البحث.

## مؤلفاته
ألف حسن طه حسن السنجاري العديد من المؤلفات التي تنوعت ما بين الدواوين الشعرية، والدراسات في اللغة العربية، والدراسات الإسلامية، وفيما يلي بعضا من أهم أعماله المؤلفة:

### الدواوين الشعرية
- غنيت شرعك (شعر): صدر عام 2004.
- قصائد كانت مخفية (شعر): صدر عام 2004.
- للمكرم..الإنسان.. الخليفة (شعر): صدر عام 2004.
- توقيعات على زجاج العصر (شعر): صدر عام 2007 عن دار آراس للطباعة والنشر والتوزيع بأربيل.[2]
- أجداث السيد الطبال (شعر): صدر عام 2007 عن دار آراس للطباعة والنشر والتوزيع بأربيل.
- أفاويه ربع قرن (شعر)
- وجهك ينتظر الوقدة (شعر)
- الأوتار (شعر)
- راضية مرضية (شعر)
- وجهك ينتظر المهدي (شعر)
- آفاق.. رباعيات السنجاري (شعر)
- فليسامحك إلهي (شعر)

### مؤلفات أخرى
- الاستثناء في القرآن الكريم.. نوعه، وحكمه، وإعرابه: صدر عام 1991.
- معجم الأساليب في قاموس الاعاريب: صدر عام 2004.
- الشافي الوجيز في إعراب كتاب الله العزيز: صدر عام 2005 عن المكتبة العصرية للنشر والتوزيع ببغداد.[3]
- توكيد مضمون الجمل بتتبيع الترادف في القرآن الكريم: صدر عام 2005.
- الشامل الفريد في جمل القرآن المجيد: صدر عام 2017 عن دار التفسير للنشر والتوزيع ببغداد.[4]
- الاستفهام في القرآن الكريم:نوعه، اعرابه، غرضه
- أساليب لغوية في النحو الوظيفي
- قبسات وأشذاء قرآنية (الماءات في القرآن الكريم)
- أقباس قرآنية
- شذرات من كتاب الله
- أساليب لغوية - دراسة وتطبيق

## دراسات نقدية
كانت مؤلفات الكاتب حسن طه حسن السنجاري موضوعاً للعديد من الدراسات النقدية والأبحاث في الأدب، حيث نال الباحث العراقي محمود محمد سعدو درجة الماجستير في الأدب العربي عن دراسة له بعنوان «التناص في شعر حسن طه السنجاري».